# 胙国
胙国，古国名。西周封国。姬姓。始封之君为周公之子。即今河南省新鄉市延津县北胙城。《左传》僖公二十四年（前636年）：富辰曰：“昔周公吊二叔之不咸，故封建亲戚以蕃屏周……，凡蒋、邢、茅、胙、祭，周公之胤也。”《续汉书·郡国志》东郡燕县：“有胙城，古胙国。”